# Jiří Švub
Jiří Švub (12. září 1958, Jeseník - 19. srpna 2013, Banská Bystrica) byl český lyžař, běžec na lyžích. Jeho manželkou byla lyžařka Dagmar Švubová.

## Lyžařská kariéra
Na XIII. ZOH v Lake Placid 1980 skončil v běhu na lyžích na 15 km na 23. místě, na 30 km na 28. místě, na 50 km na 30. místě a ve štafetě na 4x10 km na 9. místě.
V celkovém hodnocení Světového poháru v běhu na lyžích skončil v roce 1982 na 18. místě, v roce 1983 na 56. místě, v roce 1984 na 49. místě. V roce 1982 startoval na Mistrovství světa v klasickém lyžování v Oslo.
Získal 13 titulů mistra republiky.